# Костел Святого Духа (Вільнюс)
Костел Святого Духа та домініканський монастир у Вільнюсі (лит. Šventosios Dvasios bažnyčia, пол. kościół Świętego Ducha) — римсько-католицький парафіяльний костел з колишнім домініканським монастирем, пам'ятка архітектури та мистецтва пізнього бароко. Храм тринефний, у формі латинського хреста у плані, завдовжки 57 м, шириною 26 м, може вмістити 1450 чоловік. Ансамбль будівель домініканського монастиря та храму включено до Реєстру культурних цінностей Литовської Республіки та охороняється державою як об'єкт національного значення; код всього ансамблю 21, костелу — 27302.
Розташовується в Старому місті, простягнувшись бічним фасадом вздовж вулиці Домінікону та заднім фасадом виходячи на вулицю Ігното . Нижня частина храму опоясана з трьох боків корпусами колишнього монастиря, завдяки чому виділяється його верхня частина з двома невисокими вежами (36,3 м), чотирма фронтонами та куполом із ліхтарем над центральним нефом.
Належить до Вільнюського деканату Вільнюської архідієцезії. Щоденні служби польською мовою.